# NERVO
NERVO is een Australisch dj- en producerduo bestaande uit tweelingzussen Miriam en Olivia Nervo.

## Geschiedenis
Na op 18-jarige leeftijd een contract te hebben afgesloten met Sony/ATV Music Publishing ging de tweeling verder als co-songwriters en werkten ze onder andere mee aan de single "When Love Takes Over", uitgevoerd door David Guetta en Kelly Rowland.

## Discografie

### Singles
- 2010: "This Kind of Love"
- 2010: "Irresistible" (met Ollie James)
- 2011: "The Way We See the World" (met Afrojack, Dimitri Vegas & Like Mike)
- 2011: "We're All No One" (met Afrojack & Steve Aoki)
- 2012: "You're Gonna Love Again"
- 2012: "Reason" (met Hook N Sling)
- 2012: "Like Home" (met Nicky Romero)
- 2012: "Something to Believe In"
- 2013: "Army"
- 2013: "Hold On"
- 2013: "Revolution" (met R3HAB & Ummet Ozcan)
- 2013: "Not Taking This No More"
- 2014: "Sunshine Thru Rain Clouds" (met Duane Harden)
- 2014: "Ready for the Weekend" (met R3HAB & Ayah Marar)
- 2015: "Lightning Strikes" (met Steve Aoki & Tony Junior)
- 2017: "In Your Arms"
- 2017: "LOCO" (met Danny Avila & Reverie)
- 2018: "Best Friend" (met Sofi Tukker, The Knocks & Alisa Ueno)

### Remixes
2010
- Alex Sayz met Evi Goffin - "Hate to Love" (NERVO-remix)
- Delerium met Kreesha Turner - "Dust in Gravity" (NERVO-radioversie)
- Sérgio Mendes - "Mas que nada" (NERVO-clubremix)
- Daniella - "You & I" (NERVO-remix)
- Cobra Starship - "Hot Mess" (NERVO-radioversie)

2011
- Katy Perry - "California Gurls" (NERVO-remix)
- Kylie Minogue - "Put Your Hands Up (If You Feel Love)" (NERVO Hands Up Extended Club Mix)

2012
- Namie Amuro - "Let's Go" (NERVO-remix)

2013
- Beyonce - "Grown Woman" (NERVO-remix)

2014
- Cyndi Lauper - "Time After Time" (NERVO Back in Time Remix)